# La Sagesse des contes
La Sagesse des contes (La Sabiduría de los cuentos en espagnol) est un recueil de contes réécrits et commentés par le cinéaste, artiste et écrivain chilien Alejandro Jodorowsky, paru en 1997, traduit et publié en français depuis l'espagnol, réédité et augmenté d'une dizaine de contes en 2007. Les contes proviennent de la plupart des grandes religions et sagesses du monde, et l'auteur en propose une interprétation personnelle, liée à des événements de sa vie. Les contes proposent des leçons de sagesse et des réflexions.

## Plan de l'ouvrage
L'ouvrage se compose d'un prologue, de six regroupements d'« histoires » (92 au total), et se termine par un « en guise d'épilogue ».
Les six regroupements sont les suivants :
- Histoires orientales et soufies
- Les histoires de Mulla Nasrudin
- Histoires juives
- Histoires hindoues
- Histoires chinoises
- Histoires taoïstes et bouddhistes

## Contenu et inspirations

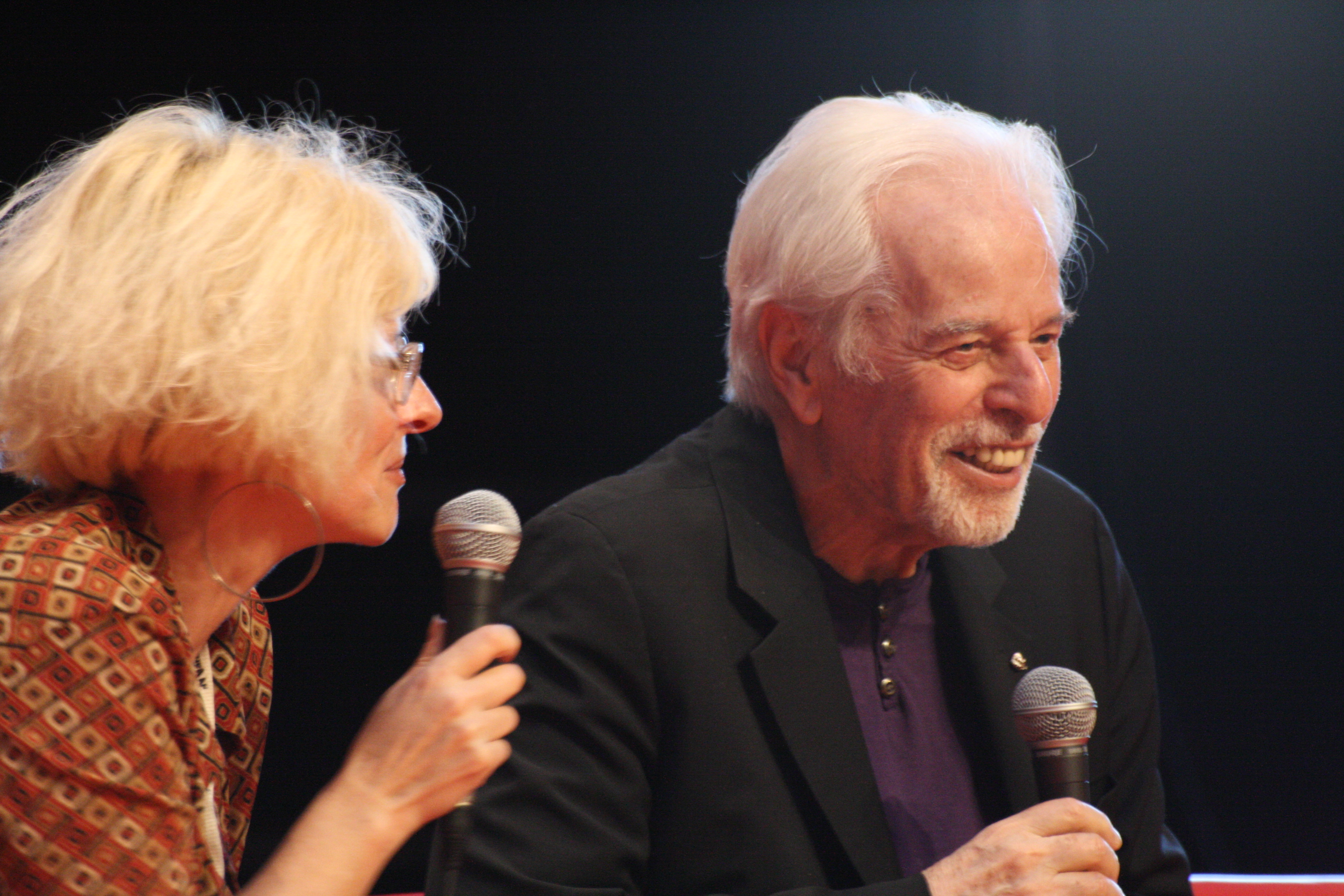
Alejandro Jodorowsky aux Utopiales en 2011.

### Définition du conte
Alejandro Jodorowsky définit le conte à partir d'un conte, « Le demi-poulet », dans le prologue. Le « demi-poulet » connaît une faim et une soif inextinguibles tant qu'il ne rencontre pas un autre demi-poulet, lui apportant la satiété. Jodorowsky écrit que les contes « sont toujours des moitiés que nous transmet la tradition orale », les autres moitiés étant « l'interprétation » que nous en faisons dans nos âmes. Ainsi, le sens d'un conte n'est pas toujours clair ou univoque, c'est au lecteur de faire l'effort d'en trouver le sens. Le but est de tirer de chaque histoire une leçon morale et spirituelle nous conduisant pas à pas vers la sagesse.
L'écrivain chilien propose lui-même après chaque conte des clés de lecture, et il utilise pour cela des idées psychanalytiques comme l'inconscient, ainsi que le tarot divinatoire dont il est un spécialiste. Il a appris la psychanalyse auprès d'Erich Fromm,. Jodorowsky puise dans les sagesses du monde dans un esprit syncrétique.
Les contes jouent un rôle essentiel dans la vie et l'œuvre de Jodorowsky. Il a écrit plusieurs recueils, par exemple les Contes paniques. Il affirme que les contes « [l]'ont empêché de mourir », l'ont aidé dans son enfance difficile à enchanter son monde. Le journaliste Gonzalo Muñoz Barallobre insiste sur l'apport « magico-surréaliste » du livre.

### Soufisme et spiritualité de l'Islam

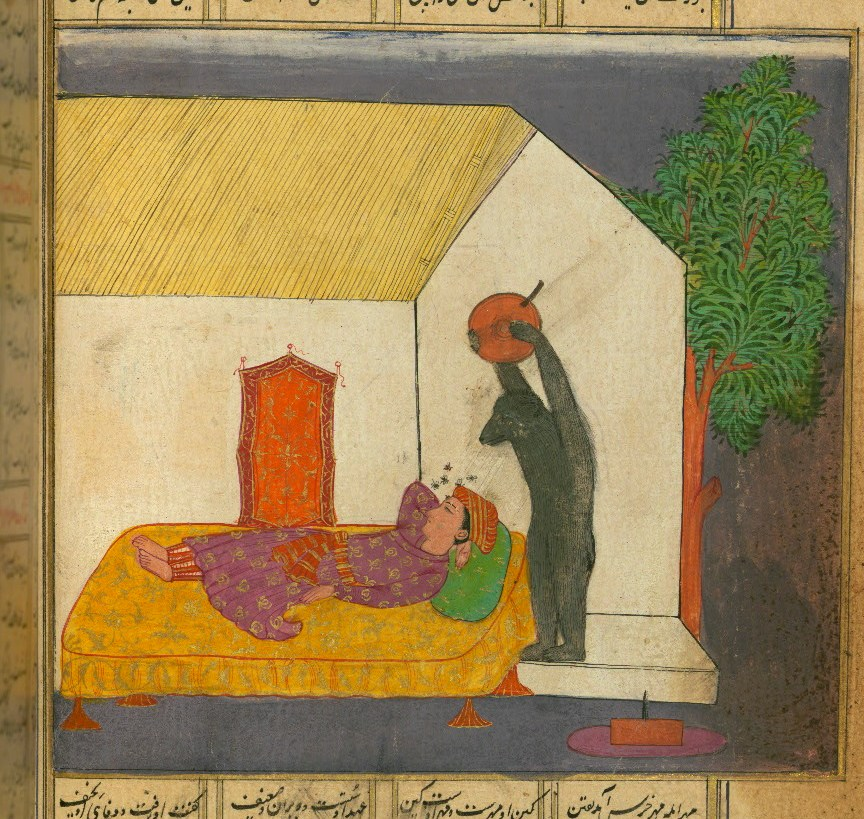
Dans un conte de Rûmî repris par Jodorowsky, un ours jette une pierre sur son maître pour le débarrasser des mouches.

Jodorowsky compare ailleurs le Coran et la Bible à des « collections de contes, féroces ». Ces livres fondateurs des monothéismes sont des sources d'inspiration pour les conteurs soufis et juifs.
Les histoires soufies de La Sagesse des contes sont parfois tirées de l'œuvre du poète Farid al-Din Attar, auteur de La Conférence des oiseaux. L'écrivain chilien lui reprend la distinction entre l'amour spirituel véritable, et l'amour qui s'attache aux apparences sensibles.
Jodorowsky réutilise aussi des contes de Djalâl ad-Dîn Rûmî, auteur du Masnavi, comme par exemple l'histoire de l'éléphanteau mangé par des derviches affamés dans le désert, et dont la mère vient les piétiner pour se venger, épargnant seulement l'unique derviche qui s'est abstenu. « Tahar et le parfum » ainsi que « Le mendiant et l'avare » sont également repris à Rûmî. Ces deux contes nous amènent à réfléchir sur la patience nécessaire à l'initiation spirituelle, et sur la pratique de la générosité envers autrui.
Jodorowsky mentionne l'ésotériste Georges Gurdjieff, qui lui sert de caution pour développer sa théorie des « quatre centres » de l'« ego » (intellect, cœur, sexe et corps). Ces quatre centres ont chacun leur langage et ils sont discordants tant que la « sagesse intérieure » (la cinquième essence) ne les a pas rendus compatibles. Cela signifie que nous devons traduire chacun des quatre langages dans les trois autres afin de trouver des significations communes.

### Nasr Eddin Hodja
Jodorowsky raconte des histoires du personnage légendaire Nasr Eddin Hodja, qui aurait vécu en Turquie, et qui est connu dans les traditions populaires des Balkans, du Moyen-Orient et jusqu'en Chine. Il orthographie son nom « Mulla Nasrudin ».

### Légendes et mythologie juives
Dans le chapitre consacré aux histoires de rabbins et de sagesse juive, Jodorowsky rappelle sa division de l'homme en quatre : l'intellect, l'affectif, le sexuel/créatif et le matériel/corporel.
Jodorowsky, lui-même originaire d'une famille juive ukrainienne qui vivait en Russie, et qui a immigré au Chili, puise ses histoires chez des auteurs de la tradition judaïque comme Baal Shem Tov, Bounam de Psiskhé ou Martin Buber, eux-mêmes conteurs, et dans l'humour juif.

### Hindouisme, bouddhisme et philosophie chinoise
Jodorowsky reprend dans la Sagesse des contes des histoires tirées du patrimoine culturel des philosophies et religions d'Asie : principalement l'hindouisme (Râmakrishna par exemple), le bouddhisme, le taoïsme et plus généralement la philosophie chinoise (Confucius par exemple).
Il connaît bien le zen puisqu'il a été initié à cette spiritualité par le maître Ejo Takata pendant dix ans, ce qu'il raconte dans son ouvrage autobiographique intitulé Mu, le maître et les magiciennes. Le livre Le doigt et la lune, paru la même année que La Sagesse des contes, contient lui aussi des contes d'inspiration zen, des kôans et des haïkus.

Jodorowsky a voulu transmettre ces contes à son fils Adan Jodorowsky. Ce dernier affirme dans une « lettre ouverte » à son père : 
« Tu avais pour habitude de t'asseoir près de moi et de me lire des contes japonais pour m'initier à une philosophie de vie. »
Jodorowsky définit la sagesse zen ainsi : « cesser de vivre dans le passé ou dans le futur au détriment du présent ».

### Épilogue
Dans son « En guise d'épilogue », Jodorowsky affirme son optimisme quant à l'avenir de l'humanité et de la planète. Il prophétise la fin des guerres et des maladies. Il utilise la « parabole de l'anneau » de Gotthold Ephraim Lessing, dans sa pièce Nathan le Sage. Cette parabole raconte l'histoire d'un père qui lègue son anneau favori à son fils, et ainsi de suite, jusqu'à ce qu'il y ait trois fils. Le père d'alors décide de fondre l'anneau et d'en faire fabriquer trois à la ressemblance exacte du premier. Puis il meurt et ses trois fils se disputent le pouvoir et la possession de la vérité. Le juge appelé pour régler le litige, leur dit que c'est peut-être la volonté du père de laisser coexister trois anneaux sans trancher. Cette parabole désigne symboliquement les trois monothéismes que sont le judaïsme, le christianisme et l'islam, que Jodorowsky voudrait voir cesser de se quereller.
Dans le film La danza de la realidad, Jodorowsky donne une variante de la fable des trois anneaux, avec une résonance alchimique. Le personnage du Théosophe donne à Alejandro Jodorowsky enfant trois médailles en or, représentant l'étoile de David, la croix et l'étoile et croissant. Il lui dit qu'il peut fondre les trois médailles ensemble, alors elles n'en feront plus qu'une. En continuité avec le conte de Lessing, il suggère encore que les trois monothéismes ont même origine et possèdent la même vérité.

## Autres œuvres de Jodorowsky citées dans l'ouvrage

### Bandes dessinées
Le conte soufi « Le renard rouge » est rapproché par Alejandro Jodorowsky d'une aventure de John Difool dans le tome IV de L'Incal, une bande dessinée qu'il a co-créée avec Moebius. Le renard est accidentellement recouvert de peinture rouge qui s'efface avec le temps, peinture qui provoque l'admiration et la soumission des autres renards. Ceux-ci se détournent quand la supercherie éclate au grand jour. Quant à John Difool, il est aimé par une reine qui se met à le haïr. Pourtant, elle n'a aimé – et donc haï – que la « lumière intérieure » de John Difool, c'est-à-dire l'Incal qu'il portait en lui. Il s'agit de nous faire réfléchir sur l'objet de notre amour : apparences ou réalité intérieure.

### Films
Jodorowsky raconte dans l'ouvrage qu'il a rencontré Oscar Ichazo, le créateur de l'Arica School (en). Il voulait apprendre comment jouer le rôle d'un maître pour son film La Montagne sacrée. Oscar Ichazo lui fait alors prendre du LSD, mais Jodorowsky n'apprécie pas l'expérience car elle nous rend aveugle aux sollicitations extérieures : « je trouvais que ce paradis n'était pas bon, car je n'avais plus les moyens de me défendre en cas de besoin ». Il critique de la même façon Râmakrishna, parce qu'il fallait le nourrir lors de ses longues transes. Selon Jodorowsky, il ne faut pas confondre l'éveil spirituel avec la perte de la clarté, au contraire il s'agit de renforcer la vigilance de la conscience.

#### Éditions
- (es) Alejandro Jodorowsky, La Sabiduría de los cuentos, Barcelone, Obelisco, 2006 (1re éd. 1997), 208 p. (ISBN 978-84-9777-275-4).
- Alejandro Jodorowsky, La Sagesse des contes, Paris, Albin Michel, coll. « Espaces libres », 2007, 243 p. (ISBN 978-2-226-17825-1 et 2-226-17825-2).
- Alejandro Jodorowsky, La Sagesse des contes, Annemasse, Vivez Soleil, 1997, « Âge de Lumière », textes réunis par Layla Bess. 191 p.

#### Autres œuvres citées
- Alejandro Jorodowsky et Moebius, Ce qui est en haut (L'Incal t. IV), Paris, Les Humanoïdes Associés, 2013, 59 p.
- Alejandro Jodorowsky et Moebius, La Cinquième essence. 1re partie, Galaxie qui songe (L'Incal t. V), Paris, Les Humanoïdes Associés, 2004, 47 p.
- Alejandro Jodorowsky et Moebius, La Cinquième essence. 2e partie, La planète Difool (L'Incal t. VI), Paris, Les Humanoïdes Associés, 2011, 48 p.
- Alejandro Jodorowsky (trad. de l'espagnol), Le Doigt et la Lune, Paris, Albin Michel, coll. « Espaces libres », 1997 (réimpr. 2016), 229 p. (ISBN 2-226-09290-0).
- Alejandro Jodorowsky, Mu, le maître et les magiciennes, Paris, Albin Michel, coll. « Espaces libres », 2005 (réimpr. 2008), 320 p. (ISBN 2-226-18291-8).
- Alejandro Jodorowsky, La vie est un conte, Paris, Le Relié, 2014, 240 p. et un CD audio.

#### Recension
- (es) Recension par Gonzalo Muñoz Barallobre sur Culturamas, 19 mars 2010 (consultée le 22 mai 2016).